# 三色马先蒿
三色马先蒿（学名：Pedicularis tricolor）为玄参科马先蒿属下的一个种。分布于中国大陆的云南等地，生长于海拔3,600米的地区，见于高山草地。